# Агуаш, Раул
Раул Антониу Агуаш (Раул Агуаш; порт. Raul António Águas; 12 января 1949, Лобиту, Португальская Ангола) — португальский футболист и тренер.

## Карьера

### Футболиста
Раул Агуаш родился в Африке, но в раннем возрасте переехал в Португалию. Начинал свою карьеру в «Бенфика», но закрепиться в основном составе одного из самых известных клубов страны не смог. Позднее форвард выступал за ряд других португальских коллективов, а также за бельгийские «Мехелен» и «Льерс».

### Тренера
Ещё не закончив играть, Агуаш начал свою тренерскую карьеру в «Шавеше». В 1990 году наставник вместе со «Спортингом» завоевал бронзовые медали Чемпионата Португалии. В 1996 году специалист вошел в тренерский штаб Антониу Оливеры в сборной Португалии Чемпионат Европы по футболу 1996 года. После турнира остался ассистировать в национальной команде Артуру Жорже. Позднее Агуаш помогал ему во многих командах. С 23 ноября 2003 года по 25 сентября 2004 года португалец был одним из тренеров московского ЦСКА.

## Достижения

### Футболиста
- Чемпион Португалии (2): 1968/69, 1970/71.
- Обладатель Кубка Португалии (2): 1969, 1970.
- Финалист Кубка Португалии: 1971.

### Тренера
- Бронзовый призёр Чемпионата Португалии: 1989/90.

### Ассистента
- Обладатель Суперкубка России: 2004.

## Семья
Племянник Раула Ауаша Руй (род. 1960) — известный португальский футболист и тренер.
Дядя специалиста Жозе Агуаш (1930—2000) также был игроком «Бенфики» и сборной Португалии.